# Équipe du Sénégal de football à la Coupe d'Afrique des nations 1965
L’équipe du Sénégal de football participe à la Coupe d'Afrique des nations 1965 organisée en Tunisie en novembre 1965. Les Lions, pour leur première participation à la phase finale de l'épreuve, s'inclinent dans la petite finale face à la Côte d'Ivoire.

## Qualifications
Le Sénégal, qui a disputé son premier match officiel le 31 décembre 1961, est affilié à la Confédération africaine de football (CAF) depuis 1963. La campagne de qualification pour la CAN 1965 est la première à laquelle il participe. Il est placé dans le groupe de la zone 4, avec les voisins de la Guinée et du Mali.
Avec trois victoires en quatre matchs, le Sénégal termine en tête de son groupe et se qualifie pour la phase finale.
| Rang | Équipe  | Pts | J | G | N | P | Bp | Bc | Diff |  | Résultats (▼ dom., ► ext.) |     |     |     |
| ---- | ------- | --- | - | - | - | - | -- | -- | ---- |  | -------------------------- | --- | --- | --- |
| 1    | Sénégal | 6   | 4 | 3 | 0 | 1 | 8  | 4  | +4   |  | Sénégal                    |     | 2-0 | 3-1 |
| 2    | Guinée  | 4   | 4 | 2 | 0 | 2 | 6  | 6  | 0    |  | Guinée                     | 3-1 |     | 2-1 |
| 3    | Mali    | 2   | 4 | 1 | 0 | 3 | 4  | 8  | -4   |  | Mali                       | 0-2 | 2-1 |     |

| 25 février 1965 | Sénégal | 2 - 0 | Guinée |  |  |
|                 |         |       |        |  |  |

| 29 mars 1965 | Guinée | 3 - 1 | Sénégal |  |  |
|              |        |       |         |  |  |

| 18 avril 1965 | Mali | 0 - 2   | Sénégal               |  |  |
|               |      | (0 - 1) | 10e Niang · 65e Gueye |  |  |

| 5 mai 1965 | Sénégal                         | 3 - 1   | Mali      |  |  |
|            | Gueye 5e · Gomis 65e · Fall 68e | (1 - 0) | 81e Keita |  |  |

## Préparation
Entre la fin des matchs de qualification et la phase finale, le Sénégal dispute un seul match amical. Il s'impose à domicile face au Togo (2-0) en juin 1965.

## Compétition

### Tirage au sort
Le Sénégal est placé dans le groupe A, en compagnie de la Tunisie, pays hôte, et de l'Éthiopie.

### Premier tour
Après un match nul (0-0) face au pays hôte tunisien, le Sénégal s'impose largement face à l'Ethiopie (5-1).
Le Sénégal et la Tunisie, qui se sont neutralisés lors de leur confrontation directe, sont à égalité avec le même nombre de points et la même différence de buts. Selon certaines sources, ils sont départagés par un tirage au sort qui tourne en faveur des hôtes.
Selon des témoignages de joueurs, les Lions pensent être qualifiés pour la finale grâce à leur meilleure attaque mais la CAF aurait décidé de modifier le règlement et de qualifier la Tunisie qui n'a pas encaissé de but
| Rang | Équipe   | Pts | J | G | N | P | Bp | Bc | Diff |
| ---- | -------- | --- | - | - | - | - | -- | -- | ---- |
| 1    | Tunisie  | 3   | 2 | 1 | 1 | 0 | 4  | 0  | +4   |
| 2    | Sénégal  | 3   | 2 | 1 | 1 | 0 | 5  | 1  | +4   |
| 3    | Éthiopie | 0   | 2 | 0 | 0 | 2 | 1  | 9  | -8   |

| 14 novembre 1965 | Tunisie | 0 - 0 | Sénégal | Stade Chedly-Zouiten, Tunis |  |
|                  |         |       |         |                             |  |

| 19 novembre 1965 | Sénégal                                   | 5 - 1 | Éthiopie              | Stade Chedly-Zouiten, Tunis |  |
|                  | Camara 3e 52e · Guèye 37e · Niang 48e 53e |       | 12e (pen.) L. Vassalo |                             |  |

### Petite finale
Après la déception de leur élimination liée aux « subtilités de l'algèbre », les Sénégalais veulent boycotter le match de classement pour la troisième place. Après l'intervention du président Léopold Sédar Senghor, qui souhaite préserver ses bonnes relations avec son homologue tunisien Habib Bourguiba, ils acceptent finalement de disputer cette rencontre. Ils s'inclinent 1 but à 0 et terminent donc quatrièmes de la CAN, pour leur première participation à cette compétition.
| 21 novembre 1965                                                                   | Côte d'Ivoire | 1 - 0 | Sénégal | Stade Chedly-Zouiten, Tunis |                       |
|                                                                                    | Yoboué 35e    | |         | Arbitrage : M. Mezahi       | Arbitrage : M. Mezahi |
| Dossou - Idrissa, Wawa, Konan, Diagou - Zadi, Bazo - Bleziri, Manglé, Yoboue, Tahi | Équipes       | Massata Diallo - Diagne, Abdoulaye Diallo, Mbaye, Ousmane Camara - Gomis, Camara - Gueye, Baye, Diop, Fall |         | Arbitrage : M. Mezahi       | Arbitrage : M. Mezahi |

### Statistiques

#### Buteurs
| Buts | Joueurs              | Adversaires  |
| ---- | -------------------- | ------------ |
| 2    | Louis Camara         | Éthiopie (2) |
| 2    | Matar Niang          | Éthiopie (2) |
| 1    | El Hadji Oumar Guèye | Éthiopie     |